# Börtönbüntetés
A börtönbüntetés a szabadságvesztés büntetés börtön fokozatban történő végrehajtási módja, illetve annak tartama.
A börtönt – mint végrehajtási fokozatot – a bíróság határozza meg az ítéletében. A fokozat végrehajtására szolgáló intézetet a Büntetés-végrehajtás Országos Parancsnoksága (BvOP) illetékes szervezeti egysége jelöli ki.
A börtönbüntetés végrehajtása során az elítélt
- rövid tartamú eltávozása kivételesen engedélyezhető, külső munkában kivételesen vehet részt,
- életrendje meghatározott, irányítás és ellenőrzés alatt áll,
- a büntetés-végrehajtási intézet kijelölt területén szabadon járhat.

A börtönbüntetés végrehajtásának általános szabályaitól enyhébb végrehajtási szabályok (EVSZ) alkalmazhatóak, ha:
- az elítélt személyiségére,
- előéletére,
- életvitelére,
- családi körülményeire,
- bűnözői kapcsolataira,
- a szabadságvesztés során tanúsított magatartására,
- az elkövetett bűncselekményre, és
- a szabadságvesztés tartamára

tekintettel a szabadságvesztés célja az enyhébb végrehajtási szabályok alkalmazásával is elérhető.
Azt az elítéltet, aki a büntetését börtön fokozatban tölti, és a szabadságvesztésből legalább öt évet kitöltött, a társadalomba való beilleszkedése érdekében, a várható szabadulása előtt legfeljebb két évvel átmeneti csoportba lehet helyezni.

## A büntetés utáni beilleszkedést segítő programok
A büntetés töltése közben különféle módon igyekeznek a fogvatartottakat felkészíteni a társadalomba történő visszatérésre. Ezek döntően az intézmény feladata, de vannak civil szervezetek is, amelyek esetenként segítik munkájukat. A Murál Morál Mező egyesület közös művészeti alkotást (közösségi festést) szervezett meg egy büntetésvégrehajtó intézetben, amelyben résztvevők magaviselete a következő időszakban jelentősen javult. Az eseményt mutatja be a Falunk című dokumentumfilm.
Egy ausztrál börtön udvarán kialakított permakultúrás kertben kertészkedők közül többek későbbi beilleszkedését segítette a program.